# Liste der Einträge im National Register of Historic Places im östlichen Worcester (Massachusetts)

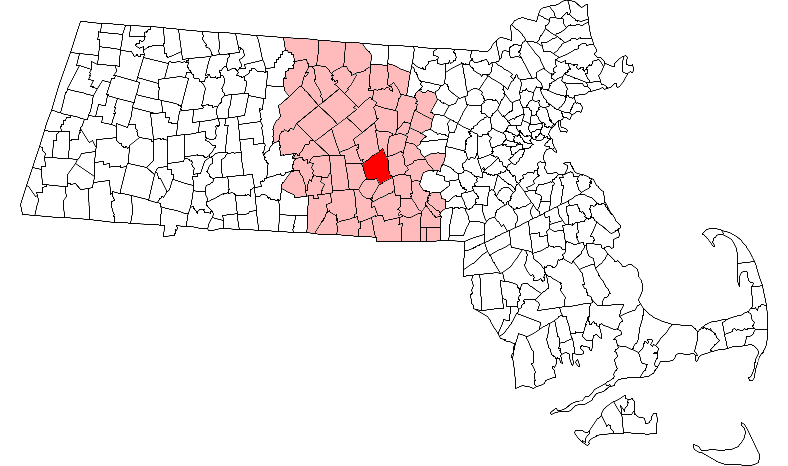
Lage der Stadt Worcester im gleichnamigen County in Massachusetts

Die Liste der Einträge im National Register of Historic Places im östlichen Worcester in Massachusetts führt alle Bauwerke, National Historic Landmarks und Historic Districts östlich der Interstate 190 und Interstate 290 in Worcester auf, die in das National Register of Historic Places aufgenommen wurden.
Die vorliegende Liste wurde aufgrund der Vielzahl an Einträgen in Worcester ausgelagert und ist integraler Bestandteil der Liste der Einträge im National Register of Historic Places im Worcester County.

## Legende
| NRHP | Historic Place    |
| HD   | Historic District |

## Aktuelle Einträge
| [ 2 ] | Name                                            | Bild                                            | Eintragsdatum                 | Lage                                                                           | Ort       | Beschreibung                                |
| ----- | ----------------------------------------------- | ----------------------------------------------- | ----------------------------- | ------------------------------------------------------------------------------ | --------- | ------------------------------------------- |
| 1     | 1767 Milestones                                 | 1767 Milestones                                 | 7. Apr. 1971 ID-Nr. 71000084  | Standorte zwischen Springfield und Boston 42° 16′ 41,2″ N, 71° 47′ 39,8″ W     | Worcester |                                             |
| 2     | Arad Alexander House                            | Arad Alexander House                            | 5. März 1980 ID-Nr. 80000544  | 53 Waverly St. 42° 15′ 24,1″ N, 71° 47′ 33″ W                                  | Worcester |                                             |
| 3     | Ludwig Anderson Three-Decker                    | Ludwig Anderson Three-Decker                    | 9. Feb. 1990 ID-Nr. 89002355  | 4 Fairbanks St. 42° 14′ 40,9″ N, 71° 47′ 42″ W                                 | Worcester |                                             |
| 4     | Peter Baker Three-Decker                        | Peter Baker Three-Decker                        | 9. Feb. 1990 ID-Nr. 89002445  | 90 Vernon St. 42° 14′ 53,9″ N, 71° 47′ 42,4″ W                                 | Worcester |                                             |
| 5     | Richard Barker Octagon House                    | Richard Barker Octagon House                    | 5. März 1980 ID-Nr. 80000592  | 312 Plantation St. 42° 16′ 10,9″ N, 71° 46′ 16″ W                              | Worcester |                                             |
| 6     | George Bentley House                            | George Bentley House                            | 5. März 1980 ID-Nr. 80000560  | 9 Earle St. 42° 16′ 16″ N, 71° 47′ 29″ W                                       | Worcester |                                             |
| 7     | Blackstone Canal Historic District              | weitere Bilder                                  | 15. Aug. 1995 ID-Nr. 95001004 | 42° 13′ 24,2″ N, 71° 47′ 15,4″ W                                               | Worcester |                                             |
| 8     | Lydia Blodgett Three-Decker                     | Lydia Blodgett Three-Decker                     | 9. Feb. 1990 ID-Nr. 89002417  | 167 Eastern Ave. 42° 16′ 28,9″ N, 71° 47′ 17,9″ W                              | Worcester |                                             |
| 9     | Bloomingdale Firehouse                          | Bloomingdale Firehouse                          | 5. März 1980 ID-Nr. 80000593  | 676 Franklin St. 42° 16′ 1,9″ N, 71° 46′ 27,1″ W                               | Worcester |                                             |
| 10    | Bloomingdale School                             | Bloomingdale School                             | 5. März 1980 ID-Nr. 80000562  | 327 Plantation St. 42° 16′ 14,9″ N, 71° 46′ 15,2″ W                            | Worcester |                                             |
| 11    | Borden-Pond House                               | Borden-Pond House                               | 5. März 1980 ID-Nr. 80000590  | 40 Laurel St. 42° 16′ 8″ N, 71° 47′ 34,1″ W                                    | Worcester |                                             |
| 12    | Eric Bostrom Three-Decker                       | Eric Bostrom Three-Decker                       | 9. Feb. 1990 ID-Nr. 89002414  | 152 Eastern Ave. 42° 16′ 26″ N, 71° 47′ 21,1″ W                                | Worcester |                                             |
| 13    | Boulevard Diner                                 | Boulevard Diner                                 | 22. Nov. 2000 ID-Nr. 00001394 | 155 Shrewsbury St. 42° 15′ 52,9″ N, 71° 47′ 13,9″ W                            | Worcester |                                             |
| 14    | Henry Bousquet Three-Decker                     | Henry Bousquet Three-Decker                     | 9. Feb. 1990 ID-Nr. 89002360  | 8-10 Fairmont Ave. 42° 15′ 38,5″ N, 71° 46′ 48,4″ W                            | Worcester |                                             |
| 15    | Eric Carlson Three-Decker                       | Eric Carlson Three-Decker                       | 9. Feb. 1990 ID-Nr. 89002415  | 154 Eastern Ave. 42° 16′ 27,1″ N, 71° 47′ 20″ W                                | Worcester |                                             |
| 16    | Chadwick-Brittan House                          | Chadwick-Brittan House                          | 5. März 1980 ID-Nr. 80000518  | 309 Lincoln St. 42° 17′ 11″ N, 71° 47′ 25,1″ W                                 | Worcester |                                             |
| 17    | Frederick Daniels House                         | Frederick Daniels House                         | 5. März 1980 ID-Nr. 80000526  | 148 Lincoln St. 42° 16′ 43″ N, 71° 47′ 39,1″ W                                 | Worcester |                                             |
| 18    | Dartmouth Street School                         | Dartmouth Street School                         | 5. März 1980 ID-Nr. 80000546  | 13 Dartmouth St. 42° 15′ 28,1″ N, 71° 46′ 53″ W                                | Worcester |                                             |
| 19    | Rodney Davis Three-Decker                       | Rodney Davis Three-Decker                       | 9. Feb. 1990 ID-Nr. 89002398  | 62 Catharine St. 42° 16′ 26,8″ N, 71° 47′ 16,1″ W                              | Worcester |                                             |
| 20    | Mary Dean Three-Decker                          | Mary Dean Three-Decker                          | 9. Feb. 1990 ID-Nr. 89002390  | 130 Belmont St. 42° 16′ 18,8″ N, 71° 47′ 29″ W                                 | Worcester | Nicht mehr existent.                        |
| 21    | Louis Delsignore Three-Decker                   | Louis Delsignore Three-Decker                   | 9. Feb. 1990 ID-Nr. 89002396  | 12 Imperial Rd. 42° 16′ 17,8″ N, 71° 46′ 36,8″ W                               | Worcester |                                             |
| 22    | Philip Duke Three-Decker                        | Philip Duke Three-Decker                        | 9. Feb. 1990 ID-Nr. 89002425  | 7 Maxwell St. 42° 14′ 25,1″ N, 71° 47′ 58,9″ W                                 | Worcester |                                             |
| 23    | David Dworman Three-Decker                      | David Dworman Three-Decker                      | 9. Feb. 1990 ID-Nr. 89002430  | 159 Providence St. 42° 14′ 40,9″ N, 71° 47′ 30,1″ W                            | Worcester |                                             |
| 24    | East Worcester School-Norcross Factory          | East Worcester School-Norcross Factory          | 5. März 1980 ID-Nr. 80000618  | 10 E. Worcester St. 42° 15′ 45″ N, 71° 47′ 26,2″ W                             | Worcester |                                             |
| 25    | Elizabeth Street School                         | Elizabeth Street School                         | 5. März 1980 ID-Nr. 80000589  | 31 Elizabeth St. 42° 16′ 12″ N, 71° 47′ 29″ W                                  | Worcester |                                             |
| 26    | Knut Erikson Three-Decker                       | Knut Erikson Three-Decker                       | 9. Feb. 1990 ID-Nr. 89002438  | 19 Stanton St. 42° 16′ 23,9″ N, 71° 47′ 8,9″ W                                 | Worcester |                                             |
| 27    | Euclid Avenue-Montrose Street Historic District | Euclid Avenue-Montrose Street Historic District | 9. Feb. 1990 ID-Nr. 89002357  | 42° 14′ 46″ N, 71° 47′ 52,1″ W                                                 | Worcester |                                             |
| 28    | Fay Street Historic District                    | Fay Street Historic District                    | 9. Feb. 1990 ID-Nr. 89002372  | 4-6 Fay St. 42° 15′ 24,8″ N, 71° 47′ 16,1″ W                                   | Worcester |                                             |
| 29    | Amos Flagg House                                | Amos Flagg House                                | 5. März 1980 ID-Nr. 80000515  | 246 Burncoat St. 42° 18′ 11,2″ N, 71° 47′ 24″ W                                | Worcester |                                             |
| 30    | Benjamin Flagg House                            | Benjamin Flagg House                            | 5. März 1980 ID-Nr. 80000620  | 136 Plantation St. 42° 15′ 34,9″ N, 71° 46′ 52″ W                              | Worcester |                                             |
| 31    | George Fontaine Three-Decker                    | George Fontaine Three-Decker                    | 9. Feb. 1990 ID-Nr. 89002447  | 141 Vernon St. 42° 14′ 39,8″ N, 71° 47′ 47″ W                                  | Worcester |                                             |
| 32    | Forest Hill Cottage                             | Forest Hill Cottage                             | 5. März 1980 ID-Nr. 80000529  | 22 Windsor St. 42° 16′ 40,1″ N, 71° 47′ 26,9″ W                                | Worcester |                                             |
| 33    | Andrew Friberg Three-Decker                     | Andrew Friberg Three-Decker                     | 9. Feb. 1990 ID-Nr. 89002387  | 26 Ames St. 42° 14′ 33″ N, 71° 47′ 43,1″ W                                     | Worcester |                                             |
| 34    | George Gale House                               | George Gale House                               | 5. März 1980 ID-Nr. 80000561  | 15 Elizabeth St. 42° 16′ 14,9″ N, 71° 47′ 26,9″ W                              | Worcester |                                             |
| 35    | Thomas Giguere Three-Decker                     | Thomas Giguere Three-Decker                     | 9. Feb. 1990 ID-Nr. 89002356  | 18 Fairhaven Rd. 42° 18′ 32″ N, 71° 47′ 52,1″ W                                | Worcester |                                             |
| 36    | Goddard House                                   | Goddard House                                   | 5. März 1980 ID-Nr. 80000555  | 12 Catharine St. 42° 16′ 31,1″ N, 71° 47′ 39,1″ W                              | Worcester | Nicht mehr existent.                        |
| 37    | Goldberg Building                               | Goldberg Building                               | 19. Nov. 2007 ID-Nr. 07001202 | 97-103 Water St. 42° 15′ 22,7″ N, 71° 47′ 45,6″ W                              | Worcester |                                             |
| 38    | Grafton Street School                           | Grafton Street School                           | 5. März 1980 ID-Nr. 80000545  | 311 Grafton St. 42° 15′ 23″ N, 71° 47′ 15″ W                                   | Worcester |                                             |
| 39    | Green Hill Park Shelter                         | Green Hill Park Shelter                         | 5. März 1980 ID-Nr. 80000522  | Green Hill Parkway 42° 16′ 54,1″ N, 71° 46′ 58,1″ W                            | Worcester |                                             |
| 40    | Greendale Branch Library                        | Greendale Branch Library                        | 5. März 1980 ID-Nr. 80000511  | 470 W. Boylston St. 42° 18′ 25,9″ N, 71° 47′ 58,9″ W                           | Worcester |                                             |
| 41    | Greendale Village Improvement Society Building  | Greendale Village Improvement Society Building  | 7. Nov. 1976 ID-Nr. 76000949  | 480 W. Boylston St. 42° 18′ 27″ N, 71° 47′ 58,9″ W                             | Worcester |                                             |
| 42    | Evert Gullberg Three-Decker                     | Evert Gullberg Three-Decker                     | 9. Feb. 1990 ID-Nr. 89002388  | 18 Ashton St. 42° 16′ 58,1″ N, 71° 47′ 26,9″ W                                 | Worcester |                                             |
| 43    | Higgins Armory Museum                           | weitere Bilder                                  | 5. März 1980 ID-Nr. 80000514  | 100 Barber Ave. 42° 17′ 49,9″ N, 71° 47′ 57,1″ W                               | Worcester |                                             |
| 44    | Holy Cross College                              | Holy Cross College                              | 5. März 1980 ID-Nr. 80000491  | Holy Cross College Campus 42° 14′ 21,1″ N, 71° 48′ 29,9″ W                     | Worcester |                                             |
| 45    | Houghton Street Historic District               | Houghton Street Historic District               | 9. Feb. 1990 ID-Nr. 89002371  | Houghton St. zwischen Palm und Dorchester Sts. 42° 15′ 10,1″ N, 71° 47′ 8,2″ W | Worcester |                                             |
| 46    | David Hunt Three-Decker                         | David Hunt Three-Decker                         | 9. Feb. 1990 ID-Nr. 89002412  | 26 Louise St. 42° 14′ 28″ N, 71° 47′ 46″ W                                     | Worcester |                                             |
| 47    | Ingleside Avenue Historic District              | Ingleside Avenue Historic District              | 9. Feb. 1990 ID-Nr. 89002369  | 218-220 und 226-228 Ingleside Ave. 42° 15′ 5,4″ N, 71° 46′ 48,4″ W             | Worcester |                                             |
| 48    | John and Edward Johnson Three-Decker            | John and Edward Johnson Three-Decker            | 9. Feb. 1990 ID-Nr. 89002416  | 31 Louise St. 42° 14′ 29,4″ N, 71° 47′ 46″ W                                   | Worcester |                                             |
| 49    | John Johnson Three-Decker                       | John Johnson Three-Decker                       | 9. Feb. 1990 ID-Nr. 89002408  | 140 Eastern St. 42° 16′ 23,2″ N, 71° 47′ 21,8″ W                               | Worcester |                                             |
| 50    | Paul Johnson Three-Decker                       | Paul Johnson Three-Decker                       | 9. Feb. 1990 ID-Nr. 89002437  | 7 Stanton St. 42° 16′ 23,2″ N, 71° 47′ 10″ W                                   | Worcester |                                             |
| 51    | Erick Kaller Three-Decker                       | Erick Kaller Three-Decker                       | 9. Feb. 1990 ID-Nr. 89002413  | 146 Eastern Ave. 42° 16′ 23,9″ N, 71° 47′ 21,8″ W                              | Worcester |                                             |
| 52    | Erick Kaller Three-Decker                       | Erick Kaller Three-Decker                       | 9. Feb. 1990 ID-Nr. 89002411  | 148 Eastern Ave. 42° 16′ 25″ N, 71° 47′ 21,8″ W                                | Worcester |                                             |
| 53    | Larchmont                                       | Larchmont                                       | 5. März 1980 ID-Nr. 80000492  | 36 Butler St. 42° 14′ 6″ N, 71° 47′ 57,8″ W                                    | Worcester |                                             |
| 54    | Swan Larson Three-Decker                        | Swan Larson Three-Decker                        | 9. Feb. 1990 ID-Nr. 89002443  | 12 Summerhill Ave. 42° 18′ 20,2″ N, 71° 47′ 56″ W                              | Worcester |                                             |
| 55    | Morris Levenson Three-Decker                    | Morris Levenson Three-Decker                    | 9. Feb. 1990 ID-Nr. 89002446  | 38 Plantation St. 42° 15′ 11,9″ N, 71° 46′ 55,9″ W                             | Worcester |                                             |
| 56    | Charles Lundberg Three-Decker                   | Charles Lundberg Three-Decker                   | 9. Feb. 1990 ID-Nr. 89002399  | 67 Catharine St. 42° 16′ 27,1″ N, 71° 47′ 16,1″ W                              | Worcester |                                             |
| 57    | Charles Magnuson Three-Decker                   | Charles Magnuson Three-Decker                   | 9. Feb. 1990 ID-Nr. 89002434  | 56/58 Olga Ave. 42° 16′ 27,1″ N, 71° 47′ 3,1″ W                                | Worcester |                                             |
| 58    | Malvern Road School                             | Malvern Road School                             | 4. Okt. 1984 ID-Nr. 84000096  | Malvern Rd. und Southbridge St. 42° 14′ 7,1″ N, 71° 49′ 0,8″ W                 | Worcester |                                             |
| 59    | Anthony Massad Three-Decker                     | Anthony Massad Three-Decker                     | 9. Feb. 1990 ID-Nr. 89002380  | 14 Harlow St. 42° 17′ 1″ N, 71° 47′ 39,1″ W                                    | Worcester |                                             |
| 60    | Patrick McGrath Three-Decker                    | Patrick McGrath Three-Decker                    | 9. Feb. 1990 ID-Nr. 89002407  | 40 Dorchester St. 42° 15′ 5″ N, 71° 47′ 39,8″ W                                | Worcester |                                             |
| 61    | Patrick McGuinness Three-Decker                 | Patrick McGuinness Three-Decker                 | 9. Feb. 1990 ID-Nr. 89002439  | 25 Suffield St. 42° 14′ 58,9″ N, 71° 47′ 49,9″ W                               | Worcester |                                             |
| 62    | Frank McPartland Three-Decker                   | Frank McPartland Three-Decker                   | 9. Feb. 1990 ID-Nr. 89002436  | 61 Paine St. 42° 16′ 54,1″ N, 71° 47′ 39,8″ W                                  | Worcester |                                             |
| 63    | Charles Miles House                             | Charles Miles House                             | 5. März 1980 ID-Nr. 80000527  | 13 Lincoln St. 42° 16′ 41,2″ N, 71° 47′ 39,1″ W                                | Worcester |                                             |
| 64    | Jesse Moore House                               | Jesse Moore House                               | 5. März 1980 ID-Nr. 80000557  | 25 Catharine St. 42° 16′ 32,2″ N, 71° 47′ 31,9″ W                              | Worcester |                                             |
| 65    | Sarah Munroe Three-Decker                       | Sarah Munroe Three-Decker                       | 9. Feb. 1990 ID-Nr. 89002432  | 11 Rodney St. 42° 16′ 23,2″ N, 71° 47′ 15″ W                                   | Worcester |                                             |
| 66    | Patrick Murphy Three-Decker                     | Patrick Murphy Three-Decker                     | 9. Feb. 1990 ID-Nr. 89002404  | 31 Jefferson St. 42° 15′ 13″ N, 71° 47′ 38″ W                                  | Worcester |                                             |
| 67    | Christina Nelson Three-Decker                   | Christina Nelson Three-Decker                   | 9. Feb. 1990 ID-Nr. 89002391  | 45 Butler St. 42° 14′ 3,1″ N, 71° 48′ 0″ W                                     | Worcester |                                             |
| 68    | Richard O’Brien Three-Decker                    | Richard O’Brien Three-Decker                    | 9. Feb. 1990 ID-Nr. 89002441  | 43 Suffolk St. 42° 15′ 29,9″ N, 71° 47′ 15″ W                                  | Worcester |                                             |
| 69    | Odd Fellows’ Home                               | Odd Fellows’ Home                               | 5. März 1980 ID-Nr. 80000513  | 40 Randolph Rd. 42° 17′ 56″ N, 71° 47′ 51″ W                                   | Worcester | Nicht mehr existent.                        |
| 70    | Timothy Paine House                             | Timothy Paine House                             | 30. Apr. 1976 ID-Nr. 76000948 | 140 Lincoln St. 42° 16′ 41,2″ N, 71° 47′ 42″ W                                 | Worcester |                                             |
| 71    | Perry Avenue Historic District                  | Perry Avenue Historic District                  | 9. Feb. 1990 ID-Nr. 89002367  | 45-55 Perry Ave. 42° 14′ 53,2″ N, 71° 47′ 53,9″ W                              | Worcester |                                             |
| 72    | Lars Petterson-Adolph Carlson Three-Decker      | Lars Petterson-Adolph Carlson Three-Decker      | 9. Feb. 1990 ID-Nr. 89002358  | 76 Fairhaven Rd. 42° 18′ 32″ N, 71° 47′ 43,1″ W                                | Worcester |                                             |
| 73    | Lars Petterson-Fred Gurney Three-Decker         | Lars Petterson-Fred Gurney Three-Decker         | 9. Feb. 1990 ID-Nr. 89002368  | 2 Harlow St. 42° 16′ 59,9″ N, 71° 47′ 33″ W                                    | Worcester |                                             |
| 74    | Lars Petterson-Silas Archer Three-Decker        | Lars Petterson-Silas Archer Three-Decker        | 9. Feb. 1990 ID-Nr. 89002359  | 80 Fairhaven Rd. 42° 18′ 32″ N, 71° 47′ 39,8″ W                                | Worcester |                                             |
| 75    | Lars Petterson-James Reidy Three-Decker         | Lars Petterson-James Reidy Three-Decker         | 9. Feb. 1990 ID-Nr. 89002376  | 4 Harlow St. 42° 16′ 59,9″ N, 71° 47′ 35,2″ W                                  | Worcester |                                             |
| 76    | Addison Prentiss House                          | Addison Prentiss House                          | 5. März 1980 ID-Nr. 80000558  | 3 Channing Way 42° 16′ 26,4″ N, 71° 47′ 32,3″ W                                | Worcester |                                             |
| 77    | Providence Street Firehouse                     | Providence Street Firehouse                     | 5. März 1980 ID-Nr. 80000553  | 98 Providence St. 42° 15′ 4″ N, 71° 47′ 35,9″ W                                | Worcester |                                             |
| 78    | Providence Street Historic District             | Providence Street Historic District             | 9. Feb. 1990 ID-Nr. 89002381  | 127-145 Providence St. 42° 14′ 47″ N, 71° 47′ 31,9″ W                          | Worcester |                                             |
| 79    | Arthur Provost Three-Decker                     | Arthur Provost Three-Decker                     | 9. Feb. 1990 ID-Nr. 89002444  | 30 Thorne St. 42° 15′ 27″ N, 71° 47′ 3,8″ W                                    | Worcester |                                             |
| 80    | Quinsigamond Branch Library                     | Quinsigamond Branch Library                     | 5. März 1980 ID-Nr. 80000494  | 812 Millbury St. 42° 14′ 3,1″ N, 71° 47′ 47″ W                                 | Worcester |                                             |
| 81    | Quinsigamond Firehouse                          | Quinsigamond Firehouse                          | 5. März 1980 ID-Nr. 80000495  | 837 Millbury St. 42° 14′ 1″ N, 71° 47′ 44,2″ W                                 | Worcester |                                             |
| 82    | Ezra Rice House                                 | Ezra Rice House                                 | 5. März 1980 ID-Nr. 80000507  | 1133 W. Boylston St. 42° 20′ 3,8″ N, 71° 47′ 24″ W                             | Worcester |                                             |
| 83    | Catharine Roynane Three-Decker                  | Catharine Roynane Three-Decker                  | 9. Feb. 1990 ID-Nr. 89002397  | 18 Ingalls St. 42° 15′ 14,8″ N, 71° 47′ 44,2″ W                                | Worcester |                                             |
| 84    | Draper Ruggles House                            | Draper Ruggles House                            | 5. März 1980 ID-Nr. 80000556  | 21 Catharine St. 42° 16′ 32,2″ N, 71° 47′ 35,2″ W                              | Worcester |                                             |
| 85    | Shaarai Torah Synagogue                         | Shaarai Torah Synagogue                         | 7. Mai 1990 ID-Nr. 90000729   | 32 Providence St. 42° 15′ 20,9″ N, 71° 47′ 38″ W                               | Worcester |                                             |
| 86    | Bridget Shea Three-Decker                       | Bridget Shea Three-Decker                       | 9. Feb. 1990 ID-Nr. 89002400  | 21 Jefferson St. 42° 15′ 13″ N, 71° 47′ 43,1″ W                                | Worcester |                                             |
| 87    | Soho Cottage                                    | Soho Cottage                                    | 5. März 1980 ID-Nr. 80000528  | 21 Windsor St. 42° 16′ 40,1″ N, 71° 47′ 28,3″ W                                | Worcester |                                             |
| 88    | Edna Stoliker Three-Decker                      | Edna Stoliker Three-Decker                      | 9. Feb. 1990 ID-Nr. 89002449  | 41 Plantation St. 42° 15′ 13″ N, 71° 46′ 57″ W                                 | Worcester |                                             |
| 89    | Leonard Sturtevant House                        | Leonard Sturtevant House                        | 5. März 1980 ID-Nr. 80000591  | 84 Mulberry St. 42° 16′ 1,6″ N, 71° 47′ 32,3″ W                                | Worcester |                                             |
| 90    | D. Wheeler Swift House                          | D. Wheeler Swift House                          | 5. März 1980 ID-Nr. 80000559  | 22 Oak Ave. 42° 16′ 23,2″ N, 71° 47′ 37″ W                                     | Worcester |                                             |
| 91    | Upsala Street School                            | Upsala Street School                            | 5. März 1980 ID-Nr. 80000493  | 36 Upsala St. 42° 14′ 30,1″ N, 71° 47′ 44,2″ W                                 | Worcester |                                             |
| 92    | View Street Historic District                   | View Street Historic District                   | 9. Feb. 1990 ID-Nr. 89002361  | 7-17 und 8-16 View St. 42° 14′ 48,8″ N, 71° 47′ 49,9″ W                        | Worcester |                                             |
| 93    | Ward Street School-Millbury Street              | Ward Street School-Millbury Street              | 5. März 1980 ID-Nr. 80000488  | 389 Millbury St. 42° 14′ 43,1″ N, 71° 48′ 6,1″ W                               | Worcester |                                             |
| 94    | Woodford Street Historic District               | weitere Bilder                                  | 9. Feb. 1990 ID-Nr. 89002365  | 34-39 and 38-40 Woodford St. 42° 14′ 35,9″ N, 71° 47′ 26,2″ W                  | Worcester |                                             |
| 95    | Worcester Academy                               | weitere Bilder                                  | 5. März 1980 ID-Nr. 80000478  | Worcester Academy Campus 42° 15′ 10,1″ N, 71° 47′ 30,1″ W                      | Worcester |                                             |
| 96    | Worcester Asylum and related buildings          | weitere Bilder                                  | 5. März 1980 ID-Nr. 80000530  | 305 Belmont St. 42° 16′ 39″ N, 71° 46′ 25″ W                                   | Worcester | Heute bekannt als Worcester State Hospital. |
| 97    | Worcester State Hospital Farmhouse              | Worcester State Hospital Farmhouse              | 3. Juli 2017 ID-Nr. 100001262 | 361 Plantation St. 42° 16′ 31,6″ N, 71° 46′ 2″ W                               | Worcester |                                             |
| 98    | Anthony Zemaitis Three-Decker                   | Anthony Zemaitis Three-Decker                   | 9. Feb. 1990 ID-Nr. 89002401  | 35 Dartmouth St. 42° 15′ 28,1″ N, 71° 46′ 45,8″ W                              | Worcester |                                             |